# Hypospadie

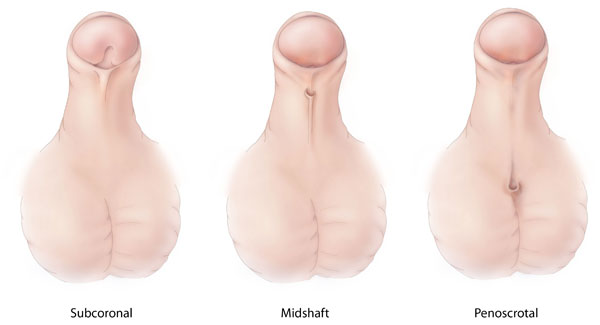
Různé typy hypospadie

Hypospadie je vrozený rozštěp močové trubice na spodní straně penisu. Jedná se o vývojovou vadu, která postihuje 0,3 až 0,8 % mužské populace a v současné době bývá diagnostikována k chirurgickému řešení. Název byl vytvořen z řeckých slov hypo = pod a spados = rozštěp. Podle místa vyústění močové trubice se rozlišuje hypospadie přední (glandulární), střední (penilní) a zadní (skrotální, šourková) s četností 50, 20, respektive 30 %.